# Микитенко, Леонид Алексеевич
Леонид Алексеевич Микитенко (8 февраля 1944, Гуляй Поле, Харьковская область — 3 марта 2019, Алма-Ата) — советский легкоатлет, специалист по бегу на длинные дистанции. Выступал за сборную СССР по лёгкой атлетике в 1960-х годах, обладатель бронзовой медали чемпионата Европы, чемпион кросса Юманите, победитель первенств всесоюзного и республиканского значения, участник летних Олимпийских игр в Мехико. Выступал за Алма-Ату и физкультурно-спортивное общество «Динамо». Мастер спорта СССР международного класса. Тренер по лёгкой атлетике.

## Биография
Родился 8 февраля 1944 года в селе Рябухино Нововодолажского района Харьковской области Украинской ССР.
Детство провёл в Алтайском крае, затем учился на историческом факультете Семипалатинского государственного педагогического института.
Впервые попробовал себя в беге в 1962 году во время учёбы в 10 классе, выступив на школьных соревнованиях.
В 1963 году выиграл юниорское первенство Казахстана по кроссу, стал третьим в забеге юниоров на всесоюзном кроссе на призы газеты «Правда» в Москве.
В 1965 году после службы в погранвойсках стал подопечным заслуженного тренера Казахской ССР Феликса Павловича Суслова, выполнил норматив мастера спорта СССР. Жил и тренировался Алма-Ате, выступал за физкультурно-спортивное общество «Динамо».
Первого серьёзного успеха на всесоюзном уровне добился в сезоне 1966 года, когда в беге на 10 000 метров одержал победу на чемпионате СССР в Днепропетровске. Попав в состав советской сборной, выступил на чемпионате Европы в Будапеште, где в той же дисциплине стал бронзовым призёром.
В 1967 году выиграл 14-километровый кросс на чемпионате СССР по кроссу в Ессентуках и кросс Юманите. На чемпионате страны в рамках IV летней Спартакиады народов СССР в Москве выиграл серебряные медали на дистанциях 5000 и 10 000 метров.
В 1968 году вновь был лучшим на кроссе Юманите, в беге на 10 000 метров победил на чемпионате СССР в Цахкадзоре. Благодаря этим победам удостоился права защищать честь страны на летних Олимпийских играх в Мехико — в дисциплине 5000 метров с результатом 14:44.0 остановился на предварительном квалификационном этапе, тогда как 10 000 метров пробежал за 30:46.0 и занял итоговое 17-е место.
На чемпионате СССР 1970 года в Минске превзошёл всех соперников в беге на 5000 метров и стал серебряным призёром в беге на 10 000 метров, уступив ленинградцу Рашиду Шарафетдинову.
За выдающиеся спортивные достижения удостоен почётного звания «Мастер спорта СССР международного класса».
После завершения спортивной карьеры проявил себя на тренерском поприще. Тренировал своего сына Александра Микитенко и невестку Ирину Микитенко (Волынскую).
Умер 3 марта 2019 года в возрасте 75 лет. Похоронен в Алма-Ате.